# Isonychus albofasciatus
Isonychus albofasciatus är en skalbaggsart som beskrevs av Blanchard 1850. Isonychus albofasciatus ingår i släktet Isonychus och familjen Melolonthidae. Inga underarter finns listade i Catalogue of Life.